# Arnica acaulis
Arnica acaulis là một loài thực vật có hoa trong họ Cúc. Loài này được (Walter) "Britton, Sterns & Poggenb." mô tả khoa học đầu tiên năm 1888.